# Trichotanypus iris
Trichotanypus iris är en tvåvingeart som först beskrevs av Jean-Jacques Kieffer 1916.  Trichotanypus iris ingår i släktet Trichotanypus och familjen fjädermyggor.
Artens utbredningsområde är Taiwan. Inga underarter finns listade i Catalogue of Life.